# 曼吉什拉克半岛
44°35′46″N 51°52′53″E / 44.59611°N 51.88139°E
曼格斯拉克半岛（ماڭعىستاۋ تۇبەگى），位于哈薩克斯坦西部裏海的一座半岛，南部和西部被裏海包围，半岛起初在波斯语中被称为Sīāhkūh（波斯语: سیاهکوه），意思是黑色的山。